# 2005-ös északisí-világbajnokság
A 2005-ös északisí-világbajnokságot (2005. február 16. – február 27.) 1987 után másodszor rendezték Oberstdorfban. A síugrók csapatversenye középsáncon – miután 2003-ban elmaradt – visszatért a programba. A sífutást meghosszabbították: a női 10 km-es (5 km klasszikus technikával+5 km szabad stílus) versenyszám 15 km-es volt (7,5 km + 7,5 km); a férfi 20 km-es versenyszám helyett 30 kilométereset rendeztek. Sífutásban eddig csapatversenyt sem rendeztek.

## Férfi sífutás

### 1,2 km sprint egyéni
2005. február 22.
| Érem  | Versenyző                       | Idő |
| Arany | Vaszilij Rotcsev, Oroszország   |     |
| Ezüst | Tor Arne Hetland, Norvégia      |     |
| Bronz | Thobias Fredriksson, Svédország |     |

### 6×1,2 km csapatverseny, szabad stílus
2005. február 25.
| Érem  | Csapat                                        | Idő     |
| Arany | Norvégia (Tor Ruud Hofstad, Tor Arne Hetland) | 14:08.6 |
| Ezüst | Németország (Jens Filbrich, Axel Teichmann)   | 14:12.4 |
| Bronz | Csehország (Dusan Kozisek, Martin Koukal)     | 14:13.4 |

### 15 km szabad stílus, egyéni
2005. február 17.
| Érem  | Versenyző                          | Idő     |
| Arany | Pietro Piller Cottrer, Olaszország | 34:44.9 |
| Ezüst | Fulvio Valbusa, Olaszország        | 35:00.9 |
| Bronz | Tore Ruud Hofstad, Norvégia        | 35:03.9 |

### 15+15 km üldözőverseny
2005. február 20.
| Érem  | Versenyző                     | Idő       |
| Arany | Vincent Vittoz, Franciaország | 1:19:20.5 |
| Ezüst | Giorgio di Centa, Olaszország | 1:19:21.3 |
| Bronz | Frode Estil, Norvégia         | 1:19:21.3 |

Di Centa és Estil között a célfotó döntött.

### 50 km, egyéni, tömegrajt
2005. február ?
| Érem  | Versenyző                     | Idő       |
| Arany | Frode Estil, Norvégia         | 2:30:10.1 |
| Ezüst | Anders Aukland, Norvégia      | 2:30:10.8 |
| Bronz | Odd-Bjørn Hjelmeset, Norvégia | 2:30:11.5 |

### 4×10 km-es váltó
2005. február 24.
| Érem  | Csapat                                                                                      | Idő       |
| ----- | ------------------------------------------------------------------------------------------- | --------- |
| Arany | Norvégia (Odd-Bjørn Hjelmeset, Frode Estil, Lars Berger, Tore Ruud Hofstad)                 | 1:39:04.4 |
| Ezüst | Németország (Jens Filbrich, Andreas Schlütter, Tobias Angerer, Axel Teichmann)              | 1:39:22.1 |
| Bronz | Oroszország (Nyikolaj Pankratov, Vaszilij Rocsev, Jevgenyij Gyementyjev, Nyikolaj Bolsakov) | 1:39:23.1 |

## Női sífutás

### 0,9 km sprint egyéni
2005. február 22.
| Érem  | Versenyző                  | Idő |
| Arany | Emilie Öhrstig, Svédország |     |
| Ezüst | Lina Andersson, Svédország |     |
| Bronz | Sara Renner, Kanada        |     |

Renner az első kanadai és az első észak-amerikai nő, aki érmet szerzett északisí-vb-n.

### 6×0,9 km csapatverseny, sprint, szabad stílus
2005. február 25.
| Érem  | Csapat                                                 | Idő     |
| Arany | Norvégia (Hilde Gjermundshaug Pedersen, Marit Bjørgen) | 12:19.7 |
| Ezüst | Finnország (Riitta Liisa Lassila, Pirjo Manninen)      | 12:22.5 |
| Bronz | Oroszország (Julija Csepalova, Alena Szidko)           | 12:23.3 |

### 10 km egyéni verseny, szabad stílus
2005. február 17.
| Érem  | Versenyző                       | Idő     |
| Arany | Kateřina Neumannová, Csehország | 26:27.6 |
| Ezüst | Julija Csepalova, Oroszország   | 26:28.8 |
| Bronz | Marit Bjørgen, Norvégia         | 26:42.8 |

### 7,5+7,5 km
2005. február 19.
| Érem  | Versenyző                        | Idő     |
| Arany | Julija Csepalova, Oroszország    | 42:16.8 |
| Ezüst | Marit Bjørgen, Norvégia          | 42:32.5 |
| Bronz | Kristin Størmer Steira, Norvégia | 42:42.7 |

### 30 km, egyéni tömegrajtos
2005. február 26.
| Érem  | Versenyző                               | Idő       |
| Arany | Marit Bjørgen, Norvégia                 | 1:27:05.8 |
| Ezüst | Virpi Kuitunen, Finnország              | 1:27:14.7 |
| Bronz | Natalja Baranova-Mazolkina, Oroszország | 1:27:16.1 |

### 4×5 km váltó
2005. február 21.
| Érem  | Csapat | Idő     |
| ----- | --- | ------- |
| Arany | Norvégia (Vibeke Skofterud, Hilde Gjermundshaug Pedersen, Kristin Størmer Steira, Marit Bjørgen)            | 57:15.7 |
| Ezüst | Oroszország (Larisza Kurkina, Natalja Baranova-Mazolkina, Jevgenyija Medvegyeva-Abruzova, Julija Csepalova) | 57:23.3 |
| Bronz | Olaszország (Gabriella Paruzzi, Antonella Confortola, Sabina Valbusa, Arianna Follis)                       | 58:05.4 |

## Északi összetett

### 7,5 km sprint
2005. február 17.
| Érem  | Versenyző                    | Idő     |
| Arany | Ronny Ackermann, Németország | 20:15.6 |
| Ezüst | Magnus Moan, Norvégia        | 20:26.7 |
| Bronz | Kristian Hammer, Norvégia    | 20:53.3 |

### 15 km egyéni Gundersen
2005. február 18.
| Érem  | Versenyző                     | Idő     |
| Arany | Ronny Ackermann, Németország  | 38:56.2 |
| Ezüst | Björn Kircheisen, Németország | 38:57.6 |
| Bronz | Felix Gottwald, Ausztria      | 38:59.4 |

### 4×5 km-es csapatváltó
2005, február 23.
| Érem  | Csapat                                                                            | Idő     |
| ----- | --------------------------------------------------------------------------------- | ------- |
| Arany | Norvégia (Petter Tande, Håvard Klemetsen, Magnus Moan, Kristian Hammer)           | 49:45.5 |
| Ezüst | Németország (Sebastian Haseney, Georg Hettich, Björn Kircheisen, Ronny Ackermann) | 49:52.6 |
| Bronz | Ausztria (Michael Gruber, Christoph Bieler, David Kreiner, Felix Gottwald)        | 49:52.9 |

## Síugrás

### Normál sánc, egyéni verseny
2005. február 19.
| Érem  | Versenyző                | Pontszám |
| Arany | Rok Benkovič, Szlovénia  | 256.0    |
| Ezüst | Jakub Janda, Csehország  | 249.5    |
| Bronz | Janne Ahonen, Finnország | 249.0    |

### Nagy sánc, egyéni verseny
2005. február 25.
| Érem  | Versenyző                | Pontszám |
| Arany | Janne Ahonen, Finnország | 313.2    |
| Ezüst | Roar Ljøkelsøy, Norvégia | 306.2    |
| Bronz | Jakub Janda, Csehország  | 304.2    |

### Csapatverseny, normál sánc
2005. február 20.
| Érem  | Csapat                                                                             | Pontszám |
| ----- | ---------------------------------------------------------------------------------- | -------- |
| Arany | Ausztria (Wolfgang Loitzl, Andreas Widhölzl, Thomas Morgenstern, Martin Höllwarth) | 970.5    |
| Ezüst | Németország (Michael Neumayer, Martin Schmitt, Michael Uhrmann, Georg Späth)       | 964.0    |
| Bronz | Szlovénia (Primož Peterka, Jure Bogataj, Rok Benkovič, Jernej Damjan)              | 929.5    |

### Csapatverseny, nagy sánc
2005. február 26.
Síugrás, Obertsdorf 2005 – Nagysánc, csapatverseny (K-120)
| Érem  | Csapat                                                                             | Pontszám |
| ----- | ---------------------------------------------------------------------------------- | -------- |
| Arany | Ausztria (Wolfgang Loitzl, Andreas Widhölzl, Thomas Morgenstern, Martin Höllwarth) | 1137.3   |
| Ezüst | Finnország (Risto Jussilainen, Tami Kiuru, Matti Hautamäki, Janne Ahonen)          | 1122.9   |
| Bronz | Norvégia (Bjørn Einar Romøren, Sigurd Pettersen, Lars Bystøl, Roar Ljøkelsøy)      | 1113.5   |